# Sojusz Techniczny
Sojusz Techniczny (ang. Technical Alliance), utworzony pod koniec I wojny światowej (zima 1918-1919), był jednym z pierwszych amerykańskich think tanków. Ich głównym celem było przeprowadzenie Przeglądu Energetycznego Ameryki Północnej. Po zakończeniu przeglądu, na podstawie zebranych informacji został przygotowany plan przekształcenia Ameryki Północnej w Technat. Zebrane informacje opublikowano w postaci książki Technocracy Study Course (Kurs Technokracji), której dwa ostatnie rozdziały omawiają szczegółowo projekt utworzenia Technatu. 
Wnioski wyciągnięte z badań Sojuszu Technicznego dały początek Ruchowi Technokratycznemu.

## Członkowie
- Howard Scott
- Fredrick L. Ackerman
- Carl l. Alsberg
- Allen Carpenter
- L. K. Comstock
- Stuart Chase
- Alice Barrows Fernandez
- Bassett Jones
- Benton Mackaye
- Leland Olds
- Charles P. Steinmetz
- Richard C. Tolman
- John Carol Vaughan
- Thorstein Veblen
- Charles H. Whitaker
- Sullivan W. Jones